# Obléhání Vídně (1485)
Obléhání Vídně v roce 1485 bylo závěrečnou fází rakousko-uherské války, který probíhala v letech 1477–1488. 

## Předchozí události

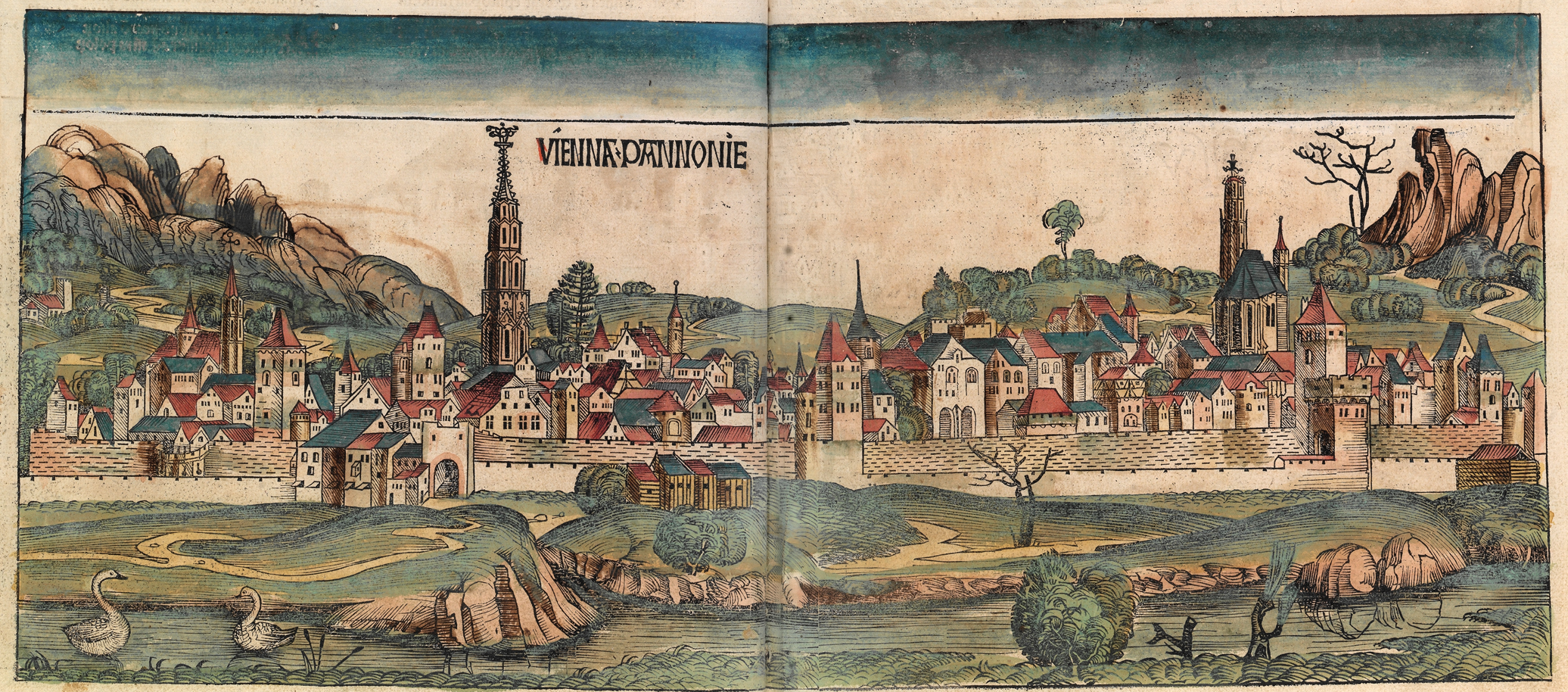
Vídeň v roce 1493, dřevořezba, Norimberská kronika

Obléhání Vídně bylo důsledkem probíhajícího konfliktu mezi římsko-německým císařem Fridrichem III. a uherským králem Matyášem Korvínem. 

Dobytí Vídně Matyášem znamenalo její připojení k Uhersku na dobu několika let, od roku 1485 do roku 1490. Matyáš Korvín také přemístil svůj královský dvůr do nově obsazeného města.